# یارشوکو
یارشوکو (به لاتین: Jarszewko) یک روستا در لهستان است که در گمینا ستپنگتسا واقع شده‌است. یارشوکو ۸۰ نفر جمعیت دارد.